# Синемакс
Синемакс (на английски: Cinemax) е американска кабелна и сателитна платена телевизионна мрежа, собственост на Home Box Office Inc., подразделение на WarnerMedia. Cinemax излъчва предимно игрални филми, игрални сериали, документални филми и др. Към февруари 2015 г. програмите на Cinemax са на разположение на приблизително 21 381 000 телевизионни абоната (18,4% от всички кабелни, сателитни и телекомуникационни клиенти) в Съединените щати (20 926 000 абонати или 18% от всички домакинства с платени телевизионни услуги получават най-малко основния канал на Cinemax). Каналът стартира в България през 2005 г. Гласът на българската версия на Cinemax е Христо Бонин и за кратко от Даниел Цочев.

## Канали
- Cinemax – основен канал, излъчва предимно игрални филми и сериали
- Cinemax 2 – излъчва подобна на основния канал програма, създава се от HBO CEE
- MoreMax – излъчва филми, включително чуждестранни филми и независими филми, създава се от HBO САЩ
- ActionMax – излъчва екшън филми, приключенски филми и уестърни, създава се от HBO САЩ
- ThrillerMax – излъчва трилър филми, мистерии и хорър филми, създава се от HBO САЩ
- @Max – излъчва еротични филми, създава се от HBO САЩ
- OuterMax – излъчва хорър и научнофантастични филми, създава се от HBO САЩ
- WMax – излъчва дамски филми, особено любовни филми и драми, създава се от HBO САЩ
- 5StarMax – излъчва наградени филми, включително чуждестранни такива, създава се от HBO САЩ